# Burgstall Herrenberg
Der Burgstall Herrenberg ist eine abgegangene frühmittelalterliche Ringwallanlage auf 500 m ü. NHN, etwa 750 Meter westlich von Grainhof, einem Ortsteil der Marktgemeinde Markt Indersdorf im Landkreis Dachau in Bayern. Die Anlage wird als Bodendenkmal unter der Aktennummer D-1-7534-0001 im Bayernatlas als „Ringwall des frühen Mittelalters ("Herrenberg")“ geführt. 
Von der Abschnittsbefestigung sind noch Wall- und Grabenreste erhalten. Der Ringwall liegt heute in einem Waldgebiet.